# Gallódromo
Es la denominación que reciben en Francia los reñideros de gallos situados en el departamento de Norte-Paso de Calais. La ley de 1963 prohibió la construcción de nuevos gallódromos, pero permite la continuación de los existentes.
Todos los gallódromos pertenecen al bar-bistró al que están anexos y no a la Federación de Galleros del Norte-Pas de Calais. Por ello, el futuro de un gallódromo está íntimamente ligado a la voluntad del dueño del bar-bistró que lo posee, el cual lo puede cerrar si así desea. Es así como muchos gallódomos han cerrado como consecuencia de la venta del bistró y el desacuerdo del nuevo propietario con las peleas de gallos.
A diferencia de lo que ocurre en Andalucía, la asistencia a las peleas de gallos es libre y abierta a todo el público, previo pago. Es decir, para asistir a una pelea de gallos no hace falta ser miembro de la Federación de Galleros del Norte-Pas de Calais o de una peña gallera del estilo del "Club Français des Combattants du Nord". El papel de éstas instituciones es, como el de una peña de tauramaquia, de simple apoyo y promoción. Existen peñas gallistas en Bélgica, que organizan tertulias y viajes a los gallódromos franceses. Las peleas de gallos no están permitidas en Bélgica.
La lista de gallódromos abiertos al público en Francia es la siguiente:
Auchel 03 21 27 01 09
Aire S/La Lys 03 21 39 02 54
Averdoingt 03 21 47 36 10
Camphin en Pévèle 03 20 41 98 20
Camblain l'Abbé 03 21 48 07 59
Cuinchy 03 21 02 23 17 
Douai 03 27 88 94 12 
Flines SDF 03 27 89 11 15 
Fromelles 03 20 50 60 77 
Godewaersvelde 03 28 49 45 11 
Hantay 03 20 29 05 06 
Habarcq 03 21 55 65 96 
Hautes Avesnes 03 21 55 65 96 
Herseaux 03 20 75 81 17 
L'Abeele France 03 28 42 52 99 et Belgique 00 051 22 49 14 
Lillers 03 21 02 28 54 
Mouchin 03 20 79 68 46 
Mt des Bruyères 03 27 48 08 73 
Mt de Peruwelz France 03 27 40 22 90 et Belgique 00 333 27 40 22 90 
Raimbeaucourt 03 27 80 00 84 et 03 27 80 28 20
Risquons-Tout France 03 20 01 88 87 et Belgique 00 333 27 26 83 07 
Rouillon Belgique 069 66 32 38, 00 333 27 26 83 07 et en France 00 32 69 66 32 38 et 327 26 83 07 
Ste Marie Kerque 03 21 35 38 00 
St Martin au Laert 03 21 98 50 61 
Tincques 03 21 47 36 53 
Tourmignies 03 20 59 51 61 
Vieux-Condé 03 27 40 65 99 